# Живота Живковић
Живота Живковић (Нишка Бања, 12. новембар 1941) био је дугогодишњи политичар и градоначелник Ниша од 1989. до 1992. године.
Завршио је Машински факултет у Нишу где је кратко и предавао.